# Isländischer Fußballpokal der Männer 2004
Der isländische Fußballpokal 2004 war die 45. Austragung des isländischen Pokalwettbewerbs der Männer. Pokalsieger wurde Keflavík ÍF. Das Team setzte sich am 2. Oktober 2004 im Laugardalsvöllur von Reykjavík gegen KA Akureyri durch und qualifizierte sich damit für den UEFA-Pokal.
Titelverteidiger ÍA Akranes schied in der 3. Runde gegen HK Kópavogur aus.

## Modus
Die Begegnungen wurden in einem Spiel ausgetragen. Bis zur zweiten Runde nahmen Vereine ab der zweiten Liga abwärts teil. Die Mannschaften aus der ersten Liga starteten in der dritten Runde. Bei unentschiedenem Ausgang wurde das Spiel zunächst verlängert und gegebenenfalls durch Elfmeterschießen entschieden.

## Vorrunde
| Datum      |                        | Ergebnis |                         |
| ---------- | ---------------------- | -------- | ----------------------- |
| 16.05.2004 | Boltafélag Norðfjarðar | 1:5      | Leiknir Fáskrúðsfjörður |

## 1. Runde
| Datum      |                      | Ergebnis  |                         |
| ---------- | -------------------- | --------- | ----------------------- |
| 18.05.2004 | Neisti Hofsós        | 1:0 n. V. | GKS Siglufjarðar        |
| 18.05.2004 | Höttur Egilsstaðir   | 4:1       | KE Egilsstaðir          |
| 18.05.2004 | ÍH Hafnarfjörður     | 5:1       | Afríka Reykjavík        |
| 18.05.2004 | Magni Grenivík       | 2:1       | Snörtur Kópasker        |
| 18.05.2004 | UMF Hrunamenn        | 2:1       | Hamar Hveragerði        |
| 18.05.2004 | Neisti Djúpivogur    | 1:2       | UMF Sindri Höfn         |
| 20.05.2004 | UMF Tindastóll       | 8:2       | Hvöt Blönduós           |
| 20.05.2004 | Freyr Eyrarbakki     | 1:0       | Tunglið Reykjavík       |
| 20.05.2004 | Boltafélag Húsavíkur | 0:8       | Leiftur/Dalvík          |
| 20.05.2004 | Huginn Seyðisfjörður | 1:2       | Leiknir Fáskrúðsfjörður |
| 20.05.2004 | KFF Fjarðabyggðar    | 3:1 n. V. | UMF Einherji            |
| 20.05.2004 | Reynir Árskógsströnd | 0:5       | KS Siglufjarðar         |

## 2. Runde
| Datum      |                         | Ergebnis              |                             |
| ---------- | ----------------------- | --------------------- | --------------------------- |
| 31.05.2004 | KFS Vestmannaeyja       | 9:0                   | Freyr Eyrarbakki            |
| 31.05.2004 | HK Kópavogur            | 3:0                   | Deiglan Mosfellsbær         |
| 01.06.2004 | KS Siglufjarðar         | 6:1                   | Magni Grenivík              |
| 01.06.2004 | Fjölnir Reykjavík       | 1:1 n. V. (4:3 i. E.) | Leiknir Reykjavík           |
| 01.06.2004 | UMF Selfoss             | 3:2                   | Númi Reykjavík              |
| 01.06.2004 | Leiknir Fáskrúðsfjörður | 1:2                   | KFF Fjarðabyggðar           |
| 01.06.2004 | Völsungur Húsavík       | 6:2                   | Leiftur/Dalvík              |
| 01.06.2004 | Breiðablik Kópavogur    | 13:00                 | Drangur Kópavogur           |
| 01.06.2004 | Hamar Hveragerði        | 1:2                   | Ægir þorlákshöfn            |
| 01.06.2004 | Höttur Egilsstaðir      | 2:4                   | UMF Sindri Höfn             |
| 01.06.2004 | ÍH Hafnarfjörður        | 1 3:0 1               | ÍR Reykjavik                |
| 01.06.2004 | UMF Tindastóll          | 7:0                   | Neisti Hofsós               |
| 01.06.2004 | Reynir Sandgerði        | 4:2                   | Hvíti riddarinn Mosfellsbær |
| 01.06.2004 | UMF Afturelding         | 4:3                   | UMF Skallagrímur            |
| 01.06.2004 | UMF Víkingur            | 0:1                   | Víðir Garði                 |
| 01.06.2004 | ÍF Grótta               | 3:1 n. V.             | Árborg Selfoss              |

## 3. Runde
Teilnehmer: Die sechzehn Sieger der 2. Runde, die zehn Vereine der Landsbankadeild 2004, die zwei Absteiger der Landsbankadeild 2003 und die vier Mannschaften, die die Saison 2003 in der zweiten Liga mit Platz drei bis sechs beendeten.
| Datum      |                      | Ergebnis |                      |
| ---------- | -------------------- | -------- | -------------------- |
| 11.06.2004 | UMF Selfoss          | 0:2      | UMF Grindavík        |
| 11.06.2004 | Fjölnir Reykjavík    | 1:2      | ÍBV Vestmannaeyja    |
| 11.06.2004 | UMF Tindastóll       | 0:1      | KA Akureyri          |
| 11.06.2004 | Fylkir Reykjavík     | 2:0      | ÍH Hafnarfjörður     |
| 11.06.2004 | Breiðablik Kópavogur | 0:2      | UMF Njarðvík         |
| 11.06.2004 | UMF Afturelding      | 5:0      | Haukar Hafnarfjörður |
| 11.06.2004 | Reynir Sandgerði     | 1:0      | þór Akureyri         |
| 11.06.2004 | Fram Reykjavík       | 4:0      | ÍF Grótta            |
| 12.06.2004 | HK Kópavogur         | 1:0      | ÍA Akranes           |
| 12.06.2004 | KFF Fjarðabyggðar    | 0:2      | Valur Reykjavík      |
| 12.06.2004 | Víðir Garði          | 1:3      | KR Reykjavík         |
| 12.06.2004 | KS Siglufjarðar      | 1:2      | UMF Stjarnan         |
| 12.06.2004 | Ægir þorlákshöfn     | 0:5      | FH Hafnarfjörður     |
| 12.06.2004 | UMF Sindri Höfn      | 0:7      | Víkingur Reykjavík   |
| 12.06.2004 | Völsungur Húsavík    | 0:3      | Keflavík ÍF          |
| 13.06.2004 | KFS Vestmannaeyja    | 2:3      | þróttur Reykjavík    |

## Achtelfinale
| Datum      |                    | Ergebnis |                  |
| ---------- | ------------------ | -------- | ---------------- |
| 02.07.2004 | þróttur Reykjavík  | 0:1      | Valur Reykjavík  |
| 02.07.2004 | Fylkir Reykjavík   | 4:1      | UMF Grindavík    |
| 02.07.2004 | HK Kópavogur       | 1:0      | Reynir Sandgerði |
| 02.07.2004 | UMF Njarðvík       | 1:3      | KR Reykjavík     |
| 02.07.2004 | FH Hafnarfjörður   | 1:0      | UMF Afturelding  |
| 02.07.2004 | ÍBV Vestmannaeyja  | 1:0      | UMF Stjarnan     |
| 03.07.2004 | Víkingur Reykjavík | 2:4      | KA Akureyri      |
| 05.07.2004 | Fram Reykjavík     | 0:1      | Keflavík ÍF      |

## Viertelfinale
| Datum      |                  | Ergebnis              |                   |
| ---------- | ---------------- | --------------------- | ----------------- |
| 04.08.2004 | KR Reykjavík     | 1:3                   | FH Hafnarfjörður  |
| 04.08.2004 | HK Kópavogur     | 1:0                   | Valur Reykjavík   |
| 05.08.2004 | Fylkir Reykjavík | 0:1                   | Keflavík ÍF       |
| 05.08.2004 | KA Akureyri      | 0:0 n. V. (3:0 i. E.) | ÍBV Vestmannaeyja |

## Halbfinale
| Datum      |                  | Ergebnis |             |
| ---------- | ---------------- | -------- | ----------- |
| 25.09.2004 | FH Hafnarfjörður | 0:1      | KA Akureyri |
| 26.09.2004 | HK Kópavogur     | 0:1      | Keflavík ÍF |

## Finale
| Paarung        | KA Akureyri – Keflavík ÍF |
| Ergebnis       | 0:3 (0:2) |
| Datum          | 2. Oktober 2004 |
| Stadion        | Laugardalsvöllur, Reykjavík |
| Schiedsrichter | Kristinn Jakobsson |
| Tore           | 0:1 þórarinn Brynjar Kristjánsson (11., Foulelfmeter) 0:2 þórarinn Brynjar Kristjánsson (25.) 0:3 Hörður Sveinsson (90.+2') |
| KA Akureyri    | Sándor Matus – Atli Sveinn Þórarinsson, Dean Edward Martin, Ronni Hartvig, Steinn Viðar Gunnarsson – Palmi Rafn Palmason, Hreinn Hringsson, Orlygur þor Helgason, Haukur Ingvar Sigurbergsson (77. Johann þorhallsson) – Orn Kato Hauksson, Sigurður Skuli Eyjolfsson (62. Steingrimur Örn Eidsson) Cheftrainer: þorvaldur Örlygsson                                                  |
| Keflavík ÍF    | Magnus þormar – Stefán Gislason, Guðjón Árni Antoníusson, Haraldur Freyr Guðmundsson, Jónas Guðni Saevarsson – Ólafur Ívar Jónsson, Hólmar Örn Rúnarsson, Zoran Daníel Ljubicic, þórarinn Brynjar Kristjánsson (88. Magnus Sverrir Thorsteinsson), Scott McKenna Ramsey (73. Hörður Sveinsson), Guðmundur Steinarsson (79. Ingvi Rafn Gudmundsson) Cheftrainer: Milan Stefán Jankovic |
| Gelbe Karten   | Steinn Viðar Gunnarsson – Guðmundur Steinarsson, Scott McKenna Ramsey, Zoran Daniel Ljubicic |